# Entidad molecular

Entidad molecular

Una entidad molecular o entidad química, es cualquier "átomo, molécula, ión, radical, complejo conformador, etc, constitucional o isotópicamente distinto, identificable como una entidad distinguible por separado". Una entidad molecular es cualquier entidad singular, independientemente de su naturaleza, utilizada para expresar de manera concisa cualquier tipo de partícula química que pueda sufrir una reacción química y ejemplificar algún proceso: por ejemplo, átomos, moléculas, iones, etc.
La especie química es el equivalente macroscópico de la entidad molecular y se refiere a conjuntos de entidades moleculares.
Según la Unión Internacional de Química Pura y Aplicada (IUPAC), "El grado de precisión necesario para describir una entidad molecular depende del contexto. Por ejemplo, 'molécula de hidrógeno' es una definición adecuada de una determinada entidad molecular para algunos propósitos, mientras que para otros es necesario distinguir el estado electrónico, estado vibracional, espín nuclear, etc, de dicha molécula de hidrógeno".